# Кириченко Микола Григорович
Микола Григорович Кириченко (нар. 20 квітня 1942, с. Сніжки, Буринський район (з 2020 року — Конотопського району), Сумська область, Українська РСР, СРСР — пом. 23 вересня 1994, м. Київ, Україна) — український радянський філософ, доктор філософських наук (1989), професор (1990).

## Життєпис
Микола Кириченко народився 1942 року в селі Сніжки, Буринського району (з 2020 року — Конотопського району) на Сумщині.У 1959 році закінчив із золотою медаллю Буринську середню школу. В 1961 році вступив на філософський факультет Київського державного університету, який закінчив 1966 року. Розпочав трудову діяльність у Донецькому медичному інституті, де працював у 1966—1968 роках. Упродовж 1968—1971 років перебував у аспірантурі Київського державного університету. Упродовж двох років працював викладачем на кафедрі філософії alma mater. У квітні-травні 1970 року перебував у Франції у складі групи співробітників інститутів космічних досліджень АН СРСР. У 1971 році переїхав до Глухова на рідній Сумщині та з 1 вересня почав працювати старшим викладачем філософії Глухівського державного педагогічного інституту. Учений володів французькою, польською та словацькою, а також російською й українською. 23 жовтня 1972 року був обраний на посаду доцента кафедри марксизму-ленінізму. У Глухові завершив написання кандидатської дисертації з питання соціологічного дослідження формування естетичних смаків студентів. Робота була подана до захисту в Київський державний університет ім. Т. Г. Шевченка. 4 вересня 1973 року був звільнений з посади у зв'язку із переходом на роботу в Академію наук УРСР. У 1976 році був призначений завідувачем кафедри філософії Вищої партійної школи (ВПШ) при ЦК КПРС. У 1992—1994 роках обіймав посаду шеф-директора відділу політології Національної академії управління. Водночас у 1993—1994 роках обіймав посаду провідного наукового співробітника Інституту національних відносин і політології Академії наук України. Помер у вересні 1994 року в Києві на 53-му році життя.

## Наукова діяльність
Наукові дослідження:
- гносеологічні проблеми соціального пізнання,
- формування наукового світогляду,
- проблемне навчання та духовна культура особистості.

Основні праці
- Про структуру і функції соціального знання // ФД. 1971. № 5;
- Про розробку методології соціального пізнання // Проблеми філософії. 1977. Вип. 40;
- Научное мировоззрение и формирование человека нового типа // Развитой социализм и личность. Київ, 1983;
- Социалистическое общество на этапе перестройки: Теоретические вопросы формирования социалистичской цивилизации. Київ, 1989;
- Перестройка как исторический поворот к социально-гуманистической практике социализма // Перестройка и человек. К., 1989.